# José Vázquez Vigo
 José Vázquez Vigo (Ferrol, 22 de abril de 1898-Villa Ballester, 26 de noviembre de 1955) fue un músico, compositor y director de orquesta español.

## Biografía
Cuando tenía dieciséis años emigró a Argentina, donde estaba su hermano Julio que había emigrado anteriormente. Solo sabía tocar la flauta pero una vez allí amplió sus conocimientos y cultivó todos los ritmos tanto como ejecutante como compositor, si bien con preferencia música española. En la nómina de sus composiciones se hallan pasadobles, jotas, muñeiras, rancheras, tangos y valses que contaron con la colaboración de buenos letristas como Francisco Lozano, Pascual De Luca, Abelardo Ferreyra, Ginés Miralles, Francisco García Jiménez, entre otros.
La Orquesta Canaro registró varios temas musicalizados por Vázquez Vigo, como los tangos La cieguita (1926), Redención (1937) y Viernes de pasión (1945); los pasodobles La reina del carnaval (1930), Guitarra española (1932) y Cara morena (1933); el vals Secreto de amor (1935), la ranchera La comadreja (1930) o la milonga Milongón de mi flor (1940).
Libertad Lamarque también grabó varios temas con música de Vázquez Vigo: la canción criolla Alfombrita de flores (1930) y los pasodobles Claveles rojos (1929) y España de mis cantares (1932) además de cantar en su primer gran éxito en el cine Ayúdame a vivir (1936) la canción homónima de cuya música era coautor Vázquez Vigo.
José Razzano grabó en 1929 su vals Nena y Carlos Gardel hizo lo propio con su composición Maryflor. Su nieta Verónica cuenta que para saludar a su abuelo Gardel le decía: «¿Cómo le Vázquez, Vigo?», haciendo un juego de palabras con va y su primer apellido.
Dirigió varias orquestas con las que hizo grabaciones y actuó en locales y radios, entre ellas las cuales se encontraba el Trío Argentino, la orquesta Iberia —que tocaba música de inspiración española con la que grabó para el sello Electra— y Los Murciélagos —que tocaba jazz—. También fue, por diez años, pianista de la jazz César González.
Fue un pionero en el cine argentino en la musicalización de filmes, comenzando por El amanecer de una Raza y Peludópolis, en 1931. Otras fueron Cuatro corazones (1939) —donde trabajó su hija Carmen—, Melodías porteñas (1937), Ayúdame a vivir (1936), Besos brujos (1937) y Busco un marido para mi mujer (1938), entre otras, demostrando su versatilidad en la variedad de los temas fílmicos.
Regresó a España en 1947 y se vinculó al cine. Su hija Carmen se casó con José María Forqué que más adelante fue guionista y director de cine; por su parte Carmen —o Teté como se la llamaba— fue una de las voces más reconocidas de los folletines radiofónicos que Vázquez Vigo llevó a España desde Argentina y trabajó como escritora y traductora. La nieta del músico era la actriz de cine y teatro Verónica Forqué.
Se casó por primera vez con la bailarina asturiana Carmen López, que falleció. Ya de retorno en Madrid contrajo matrimonio allí con una mujer más joven que lo había seguido desde Argentina y de la que se separó posteriormente. Vázquez Vigo murió en Buenos Aires el 26 de noviembre de 1955 como consecuencia de un ictus, cinco días antes del nacimiento de su nieta, Verónica Forqué.

## Obras musicales de su autoría
- Currito de la Cruz
- Cara Morena
- Miña Terra
- La Coruñesa
- La Comadreja
- Sólo a ti
- Desengaños
- Barranca abajo
- Sultana
- Niña Bien
- Guitarra Española
- Bésame
- Claveles Rojos
- Mulatita mía
- España de mis Cantares
- Morenita
- Reina Mora
- Viernes de Pasión
- Nena
- Maryflor

## Filmografía

### Musicalización
- En la luz de una estrella (1941)
- Hay que casar a Ernesto (1941)
- La mujer y la selva (1941)
- Héroes sin fama (1940)
- Chimbela (1939)
- Caras argentinas (1939)
- Retazo (1939)
- Cuatro corazones (1939)
- Busco un marido para mi mujer (1938)
- La que no perdonó (1938)
- La ley que olvidaron (1938)
- Villa Discordia (1938)
- Melodías porteñas (1937)
- Mateo (1937)
- Palermo (1937)
- Melgarejo (1937)
- Sol de primavera (1937)
- Ayúdame a vivir (1936)
- Loco lindo (1936)
- Peludópolis (1931)
- El amanecer de una raza (1931)

### Director musical
- Tres hombres del río (1943)
- Caprichosa y millonaria (1940)
- Un señor mucamo (1940)
- La casa de Quirós (1937)
- Besos brujos (1937
- La barra mendocina (1935)
- Monte criollo (1935)